# Kolonie 5. května

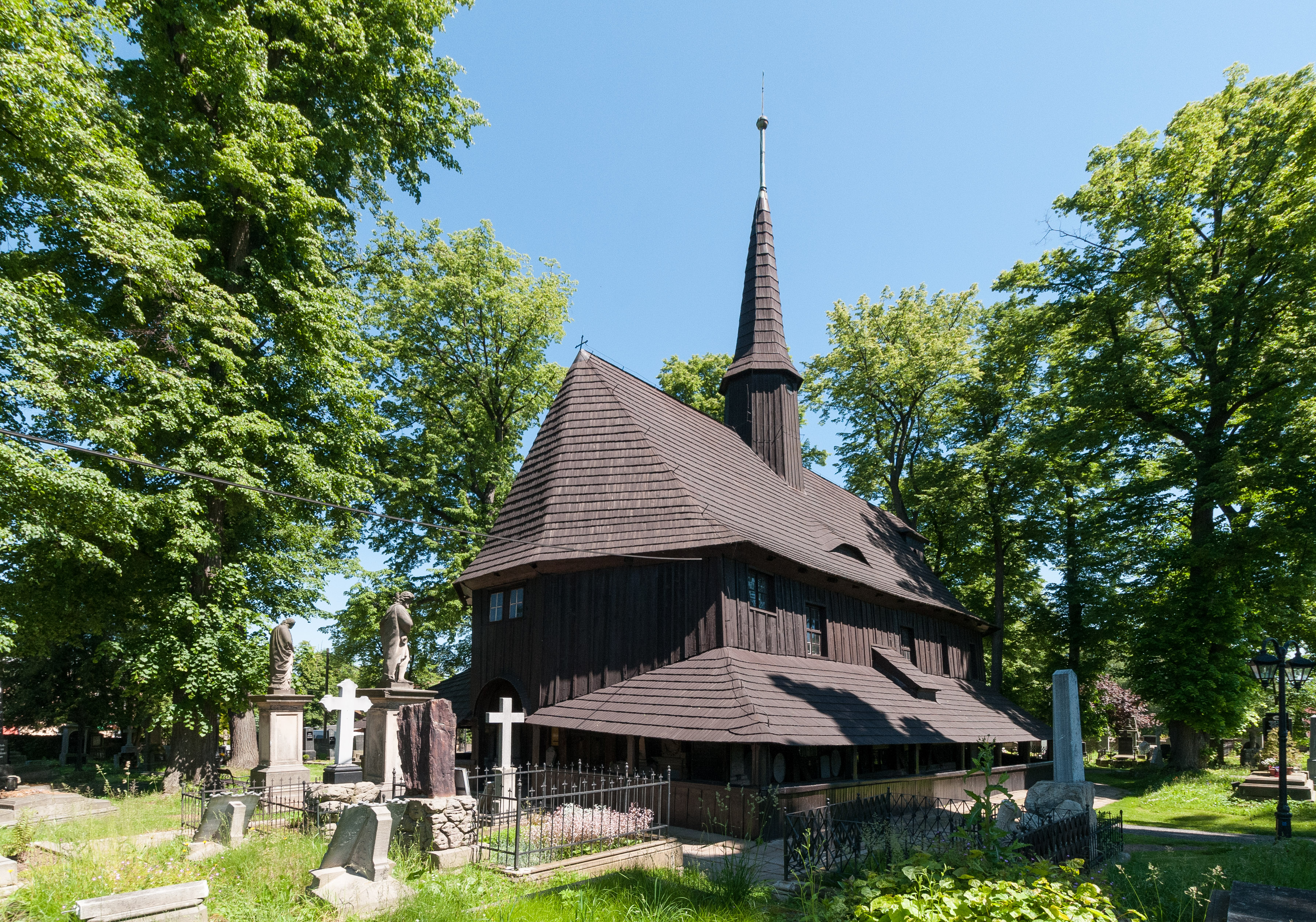
Friedhofskirche „Unserer lieben Frau unter den Linden“

Kolonie 5. května (deutsch: Kolonie 5. Mai) ist ein Ortsteil der Stadt Broumov in Tschechien. Er liegt einen Kilometer südlich des Stadtzentrums von Broumov und gehört zum Okres Náchod.

## Geographie
Kolonie 5. května ist die südlichste Stadtrandsiedlung von Broumov. Sie erstreckt sich südlich der Křinická und westlich der Smetanova auf dem Höhenzug zwischen der Stěnava (Steine) und dem Cihelný potok (Ziegelbach). Den nördlichen Teil nimmt der Friedhof ein, Wohnbebauung besteht nur auf dem westlichen Teil. Westlich der Siedlung liegen der Cihelný rybník (Ziegelteich) und der Vápenný rybník.
Nachbarorte sind Sídliště Křinické und Nové Město im Norden, Poříčí (Mittelsand) im Nordosten, Dolní Poříčí (Niedersand) im Osten, Velká Ves im Südosten, Křinice im Süden sowie Cihelny (Krimshäuser) im Westen.

## Geschichte
Auf der Anhöhe südlich der Stadt Braunau wurde im 13. Jahrhundert der Friedhof angelegt. Das übrige Gebiet des heutigen Stadtteils war bis zum Beginn des 20. Jahrhunderts landwirtschaftliche Nutzfläche.
Zwischen 1877 und 1881 erfolgte der Bau einer neuen Straße (heutige Smetanova), die von der Stadt östlich des Friedhofs nach Süden über die Krims nach Märzdorf und Barzdorf sowie weiter über die schlesische Grenze nach Scheibau und  Wünschelburg führte. Zum Ende des 19. Jahrhunderts entstand eine weitere Straße, die vor dem Friedhof von der vorgenannten nach Südwesten abzweigte und über die Krimshäuser am Ziegelteich vorbei nach Weckersdorf führte. In der Zwischenkriegszeit setzte eine Stadterweiterung von Braunau entlang der Ausfallstraßen ein. Zu den neuen Stadtrandsiedlungen gehörten die Siedlung am Schafferberg (heute B. Němcové) an der Straße zur Krims und die Neue Heimat an der Straße nach Weckersdorf.
Nach dem Zweiten Weltkrieg wurde die Schafferbergsiedlung in „Kolonie 5. května“ umbenannt. Die Benennung erfolgte nach dem Tag des Beginns des Maiaufstandes des tschechischen Volkes, dem 5. Mai 1945. Im Zuge der Neugliederung des Stadtgebietes von Broumov wurde am 1. März 1980 aus den beiden zwischen den Ausfallstraßen gelegenen Siedlungen Kolonie 5. května und Malá Kolonie der Stadtteil Kolonie 5. května gebildet. 1991 hatte Kolonie 5. května 261 Einwohner. Im Jahre 2001 bestand der Stadtteil aus 56 Wohnhäusern und hatte 271 Einwohner.

## Ortsgliederung
Der Stadtteil Kolonie 5. května ist Teil des Katastralbezirkes Broumov.

## Sehenswürdigkeiten
- Spätgotische Friedhofskirche „Unserer lieben Frau unter den Linden“, sie wurde wahrscheinlich in der zweiten Hälfte des 13. Jahrhunderts errichtet. Eine Legende, nach der die Stadt Braunau bereits 1171 gegründet sein soll, schreibt die Gründung der hölzernen Kapelle einer vom Heidentum bekehrten Jungfrau im Jahre 1177 zu. Erstmals schriftlich erwähnt wurde sie 1383 als alte Pfarrkirche bzw. böhmische Kirche. Die Kirche wurde im Juni 1421 bei der Belagerung von Braunau durch die Hussiten unter Vinzenz von Wartenberg und Hynek Kruschina von Lichtenburg zerstört und neu aufgebaut. Die in einiger Literatur verbreitete Ansicht, dass die Decke noch aus vorhussitischer Zeit stammen soll, konnte durch neuzeitliche Untersuchungen widerlegt werden. Ihre heutige Gestalt erhielt die Kirche beim Wiederaufbau nach dem Brand von 1449. Im Innern befinden sich neun Holztäfelchen, auf denen wesentliche Ereignisse der Stadtgeschichte aus der Zeit zwischen 1542 und 1847 dargestellt sind; sie wurde in den Jahren 2000–2001 durch Repliken ersetzt.[3] Außerdem sind in der Kirche Grabtafeln aus der Renaissance erhalten. Der Ständerbau ist eine der ältesten Holzkirchen in Mitteleuropa. Die Kirche wurde 2008 zum Nationalen Kulturdenkmal erklärt.
- Friedhof mit historischen Grabsteinen
- Denkmal für die Gefallenen des Krieges von 1866 am Friedhof, errichtet 1867 vom Braunauer Militärveteranenverein, 1905 wurden beiderseits zwei Sandsteinblöcke mit Marmortafeln mit den Namen der begrabenen Kriegsteilnehmer ergänzt
- Denkmal für die Gefallenen beider Weltkriege, im Park vor dem Friedhof. Es wurde 1934 durch den Abt Dominik Prokop geweiht. Der mächtige Sandsteinblock mit der Inschrift Heimatdank 1914–1918 und kleineren Steinen der einzelnen eingepfarrten Gemeinden wurden 1996 wiederhergestellt und als Denkmal für die Opfer beider Weltkriege neu geweiht und an die Stadt übergeben.